# Tamse
Tamse (Duits: Tamsal) is een plaats in de Estlandse gemeente Muhu, provincie Saaremaa. De plaats heeft de status van dorp (Estisch: küla).

## Bevolking
Het dorp had 18 inwoners op 31 december 2011 en 19 inwoners op 31 december 2021.

## Ligging
Ten zuiden van de plaats ligt het natuurgebied Ranna-Põitse hoiuala (2,3 km²).

## Geschiedenis
Tamse werd voor het eerst vermeld in 1453 onder de naam Tamsell. Op het eind van de middeleeuwen stond het dorp bekend als Wacke Tammese. Een Wacke was een administratieve eenheid voor een groep boeren met gezamenlijke verplichtingen. In de 17e eeuw werd Tamse een landgoed en een kroondomein. Op het eind van de 19 eeuw werd een groot deel van het landgoed verdeeld onder de boeren die erop werkten. Vanaf de jaren twintig van de 20e eeuw had Tamse de status van nederzetting, pas vanaf 1977 was de plaats officieel een dorp.
De buurdorpen Rannaküla en Rebaski maakten tussen 1977 en 1997 deel uit van Tamse.

## De schatten van Tamse
In de 19e eeuw zijn bij Tamse 34 bronzen schalen gevonden, vermoedelijk vervaardigd in Duitsland in de 11e of 12e eeuw.
In 1967 vond een schooljongen bij Tamse een schat bestaande uit 440 zilveren munten en twee zilveren sieraden. De munten zijn afkomstig uit verschillende landen en dateren uit de jaren 1027-1205.